# شیخ ۲۱۶۱۸
سیارک ۲۱۶۱۸ (به انگلیسی: 21618 Sheikh، نامگذاری:1999JT122) بیست و یک هزار و ششصد و هجدهمین سیارک کشف شده‌است که در ۱۳ مه ۱۹۹۹ کشف شد.
قدر مطلق سیارک برابر ۱۵٫۸ است.